# جیانگ شنگلونگ
جیانگ شنگلونگ (انگلیسی: Jiang Shenglong؛ زادهٔ ۲۴ دسامبر ۲۰۰۰) بازیکن فوتبال اهل چین است.
از باشگاه‌هایی که در آن بازی کرده‌است می‌توان به باشگاه فوتبال شانگهای گرینلند شنهوآ اشاره کرد.
وی همچنین در تیم‌های ملی فوتبال زیر ۲۰ سال، زیر ۲۳ سال و بزرگسالان چین بازی کرده‌است.